# Джеймс Ранди
Джеймс Ранди (рождено име Рандъл Джеймс Хамилтън Цвинге, на английски език съответно James Randi и Randall James Hamilton Zwinge), известен и като Изумителния Ранди (The Amazing Randi), е американско-канадски илюзионист и скептик, бележит противник на паранормалното и псевдонауката, съосновател на Комитета за скептично проучване (Committee for Skeptical Inquiry – CSI) и основател на Образователна фондация „Джеймс Ранди“ (James Randi Educational Foundation – JREF). Роден е на 7 август 1928 г. в Торонто, Канада.
След периода на своята кариера като илюзионист, той става световноизвестен скептик и противник на пседвонауката. Допреди своето пенсиониране, той спонсорира „Предизвикателството за милион долара“ (The One Million Dollar Challenge), в което Образователна фондация „Джеймс Ранди“(James Randi Educational Foundation – JREF) ще награди с милион долара човек, способен да демонстрира каквито и да е паранормални, свръхестествени или окултни сили или събития при условия, предварително договорени между двете страни.